# 紐西蘭雞毛松
紐西蘭雞毛松（學名：Dacrycarpus dacrydioides；毛利語：kahikatea），是羅漢松科雞毛松屬的一種，紐西蘭的特有種。

## 描述
樹高可達55米，樹幹直徑達1米，有巨大樹基支撐。在南島及北島上的低地及濕地上均有廣泛分佈。其葉螺旋狀排列，幼樹的葉呈尖錐狀，3至8毫米長，近基部扭曲並平面地貼近幼枝的邊緣上。成熟的樹的葉則呈鱗狀，1至3毫米長，均勻分佈於整個枝上。毬果與同科的物種一樣，分類地位常有變更。偶爾會被分類至羅漢松屬（Podocarpus）或竹柏屬（Nageia）。

## 用途
木材不帶有氣味，光潔而且質輕，因此在1880年代時曾廣泛作為盛載牛油的盒子，直至雪藏及塑膠的興起為止。對毛利人而言，此樹的用途廣泛，包括營養豐富的假種皮作為食物來源，在大型活動上作為上品；木材可製成獵鳥的矛；心材經燃燒煙燻後可作為傳統紋身用的顏料。
只有私人土地上的紐西蘭雞毛松，而且需得到許可為可再生林木後，才可以被砍伐。

## 外部連結
- Gymnosperm Database - Dacrycarpus dacrydioides
- Environment Waikato - Kahikatea
- http://www.nzes.org.nz/nzje/free_issues/ProNZES21_62.pdf （页面存档备份，存于） The Kahikatea Forests of South Westland